# Заједничко путовање
Заједничко путовање је српски телевизијски филм из 2002. године. Режирао га је Предраг Велиновић.

## Улоге
| Глумац           | Улога                  |
| ---------------- | ---------------------- |
| Милан Гутовић    | Јоаким Вујић           |
| Борис Исаковић   | Вук Стефановић Караџић |
| Љубомир Бандовић |                        |
| Видан Бунушевац  |                        |
| Весна Чипчић     | Вујићева жена          |
| Љубомир Ћипранић | кувар                  |
| Драго Чумић      |                        |
| Слободан Ћустић  | друмски разбојник      |
| Никола Фишековић |                        |
| Петар Игњатовић  |                        |
| Бранко Јеринић   | кнез Милош Обреновић   |
| Хенрик Калмар    |                        |
| Љубомир Кљакић   |                        |
| Бошко Пулетић    |                        |